# Торнадо (Західна Вірджинія)
Торнадо (англ. Tornado) — переписна місцевість (CDP) в США, в окрузі Кенова штату Західна Вірджинія. Населення — 1081 особа (2020).

## Географія
Торнадо розташоване за координатами 38°20′37″ пн. ш. 81°52′3″ зх. д. / 38.34361° пн. ш. 81.86750° зх. д. (38.343509, -81.867372).  За даними Бюро перепису населення США в 2010 році переписна місцевість мала площу 44,48 км², з яких 43,84 км² — суходіл та 0,64 км² — водойми.

## Демографія
Згідно з переписом 2010 року, у переписній місцевості мешкала 3701 особа в 1458 домогосподарствах у складі 1072 родин. Густота населення становила 83 особи/км².  Було 1549 помешкань (35/км²).
Расовий склад населення:
| - 96,8 % — білих - 1,1 % — чорних або афроамериканців - 0,4 % — корінних американців - 0,3 % — азіатів |

До двох чи більше рас належало 1,3 %. Частка іспаномовних становила 0,4 % від усіх жителів.
За віковим діапазоном населення розподілялося таким чином: 22,9 % — особи молодші 18 років, 62,9 % — особи у віці 18—64 років, 14,2 % — особи у віці 65 років та старші. Медіана віку мешканця становила 41,0 року. На 100 осіб жіночої статі у переписній місцевості припадало 97,9 чоловіків;  на 100 жінок у віці від 18 років та старших — 96,4 чоловіків також старших 18 років.